# 9-Aminometil-9,10-dihidroantracen
AMDA (9-Aminometil-9,10-dihidroantracen) je organsko jedinjenje koji deluje kao potentan i selektivan antagonist za 5- receptor. On je korišten u studijama kojima je utvrđivan oblik 5-HT2A proteina, i kao osnova za razvoj velike familije derivata sa povećanom potentnošću i selektivnošću.